# Fondation du patrimoine
En France, la Fondation du patrimoine, créée par la loi du 2 juillet 1996, est un organisme privé indépendant à but non lucratif dont la mission est de sauvegarder et valoriser le patrimoine français de proximité.
Organisée en délégations régionales essentiellement composées de bénévoles, elle accompagne les projets de restauration du patrimoine en favorisant leur financement.
À cette fin, elle a reçu délégation de l'État pour accorder un label qui permet au propriétaire réalisant des travaux de bénéficier de déductions fiscales significatives, elle organise des opérations de financement participatif et de mécénat d'entreprise, et bénéficie d'une partie des recettes du loto du patrimoine.

## Historique

### Origines
En janvier 1994, le sénateur et maire de Saumur Jean-Paul Hugot remet un rapport à Jacques Toubon, ministre de la Culture et de la Francophonie, intitulé Conditions de création d’une fondation du patrimoine français dans lequel il préconise la création d'une structure qui pourrait mobiliser les acteurs du secteur privé (entreprises et particuliers) en faveur du patrimoine. Ce rapport s'inspire notamment du modèle du National Trust britannique.
La Fondation du patrimoine est créée par la loi du 2 juillet 1996. Elle est alors présidée par Édouard de Royère, ancien dirigeant du groupe Air liquide.
Elle est reconnue d’utilité publique par le décret du 18 avril 1997.

### Présidents
- 1996-2005 : Édouard de Royère
- 2005-2017 : Charles de Croisset
- Depuis 2017 : Guillaume Poitrinal

## Mission
La Fondation du patrimoine a reçu de l’État la mission de promouvoir la sauvegarde et la mise en valeur du patrimoine de proximité, c'est-à-dire le patrimoine rural (maisons typiques, moulins, lavoirs, etc.), le patrimoine religieux (églises, chapelles, etc.) et le patrimoine industriel (anciennes usines emblématiques, etc.). En effet, celui-ci n'est la plupart du temps ni classé (intérêt national) ni inscrit (intérêt régional), et n'est donc pas protégé.
Elle identifie les édifices et sites menacés de dégradation ou de disparition, sensibilise les acteurs locaux à la nécessité de leur restauration et aide au financement des projets (mobilisation des différents acteurs, octroi du label, levée de fonds par mécénat, collecte publique ou financement direct).

## Action

### Modalités d'action

#### Label

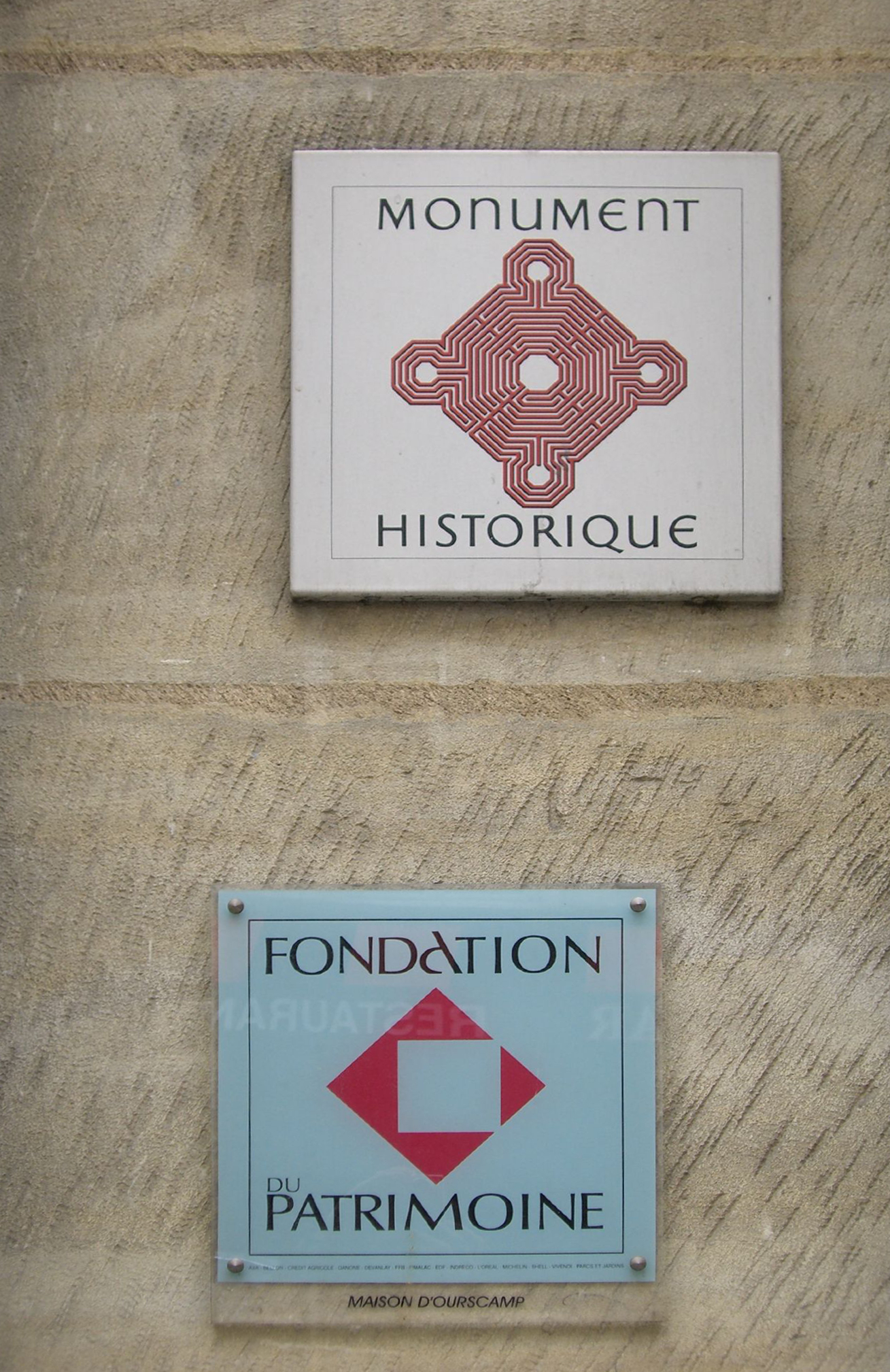
Plaque de la Fondation du patrimoine apposée sur la façade de l'hôtel d'Ourscamp à Paris.

La Fondation du patrimoine est habilitée par la loi du 2 juillet 1996 à délivrer un label à des travaux réalisés par des propriétaires privés sur des édifices non protégés au titre des monuments historiques (ni classés, ni inscrits). Il permet de bénéficier de déductions fiscales significatives : de la moitié du montant des travaux à la totalité. Les travaux doivent concerner les parties extérieures de bâtiments visibles depuis la voie publique. Le dossier de demande d'attribution de label est instruit par les chargés de mission puis validé par le délégué régional de la Fondation et doit recevoir l'aval de l'unité départementale de l’architecture et du patrimoine dirigée par l'architecte des bâtiments de France.
L’objectif du label « Fondation du patrimoine » est d’encourager les propriétaires privés de patrimoines non protégés à effectuer les travaux de restauration. Ce mécanisme présente deux avantages : il incite à réaliser des travaux de restauration dans le respect des techniques et des matériaux d’époque, ce qui est généralement plus dispendieux pour le propriétaire, et il favorise la préservation de biens non-habitables pour lesquels un propriétaire privé a a priori peu d’intérêt à engager une dépense.

#### Financement participatif ou collecte publique
La Fondation du patrimoine engage des campagnes de collectes publiques, appels aux dons pour financer des projets de sauvegarde du patrimoine public et associatif. Les dons collectés par ces campagnes de financement participatif sont affectés à la réalisation d’un projet déterminé. Ils ouvrent droit à des réductions d’impôts pour les donateurs.
La fondation attribue sur ses fonds propres des aides complémentaires aux collectes les plus mobilisatrices.

#### Mobilisation du mécénat d’entreprises
Des accords de mécénat nationaux ou locaux sont conclus avec des entreprises pour financer les projets de sauvegarde et de valorisation du patrimoine de proximité. Depuis 2006, le premier mécène est la Fondation Total. Le mécénat d’entreprise peut prendre la forme d'un mécénat financier, en nature ou de compétence, et il permet pour les entreprises mécènes de bénéficier d’avantages fiscaux.
Des clubs de mécènes sont lancés pour fédérer des entreprises autour de projets sur leur territoire. Une trentaine de clubs rassemblent aujourd'hui 250 entreprises réparties dans toute la France, qui collectivement représentent le deuxième mécène de la Fondation du patrimoine. Le premier club des mécènes est fondé en 2010, regroupant quelques entreprises engagées pour la sauvegarde du patrimoine sauvegarde du logis royal du château d’Angers, en Maine-et-Loire.
Chaque club comporte une dizaine d’entreprises en moyenne, qui choisissent les projets de restauration qu’elles souhaitent soutenir au cours de leurs réunions annuelles.

#### Lettre ouverte
En 2016, ces onze associations les plus importantes qui se consacrent à la sauvegarde du patrimoine français font connaître d'une même voix, leur expérience et leur analyse prospective aux Français et à leurs élus que le Patrimoine est une richesse et une chance. Elles formulent dans une lettre ouverte publiée en 1996 sous forme d'ouvrage vingt-deux propositions pour une gouvernance améliorée, une transmission simplifiée et une gestion économique et durable du patrimoine.

#### Mission Stéphane Bern
La Fondation du patrimoine est l'opérateur de la mission de sauvegarde du patrimoine, confiée à Stéphane Bern par le président de la République en septembre 2017. Elle apporte en particulier son soutien dans l'identification des monuments en péril et dans la recherche de solutions de financement.
Dans la première phase de l'opération, plus de 2 000 monuments ont été signalés par démarche participative sur la plateforme numérique de la Fondation du patrimoine et du ministère de la Culture. Le 31 mai 2018, la seconde phase a été présentée à l’Élysée, durant laquelle 269 projets prioritaires dont 18 emblématiques ont été dévoilés, répartis sur tout le territoire national (métropole et outre-mer).
À l’occasion de cette mission, un loto du patrimoine est lancé et une partie de ses bénéfices est reversée à la Fondation du patrimoine. Les retombées des jeux permettent à celle-ci de financer rapidement la première tranche de restauration des 18 projets emblématiques. Les projets prioritaires sont quant à eux financés à somme variable des retombées des jeux, à l'aide du financement participatif et du mécénat d'entreprise.

#### Portail du patrimoine

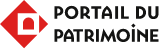
Logo du Portail du patrimoine

La Fondation du patrimoine a lancé, en 2021, le Portail du patrimoine.
Ce site d’information, consacré au patrimoine et aux enjeux de sa restauration, met à la disposition des propriétaires différents contenus pour les accompagner dans la réalisation de leurs projets de restauration.
Le site traite de diverses thématiques autour du patrimoine :
- Aides et Financement
- Culture Patrimoine
- Acteurs du patrimoine
- Communication et Mobilisation
- Valorisation du patrimoine
- Projet patrimonial

### Projets emblématiques de la Fondation du patrimoine
Parmi les lieux emblématiques soutenus par la Fondation du patrimoine, on peut citer : le mémorial Charles-de-Gaulle à Colombey-les-Deux-Églises, la cathédrale de Reims, le château de Lunéville, l’église nouvelle d'Oradour-sur-Glane, le musée Faure, ou encore les décors du théâtre national de Chaillot.
Considérant l'ampleur des dégâts causés à la cathédrale Notre-Dame de Paris par l'incendie du 15 avril 2019 qui a détruit sa toiture, sa charpente du XIIIe siècle et sa flèche, la Fondation du patrimoine a ouvert une collecte exceptionnelle destinée à la restauration de cet édifice.

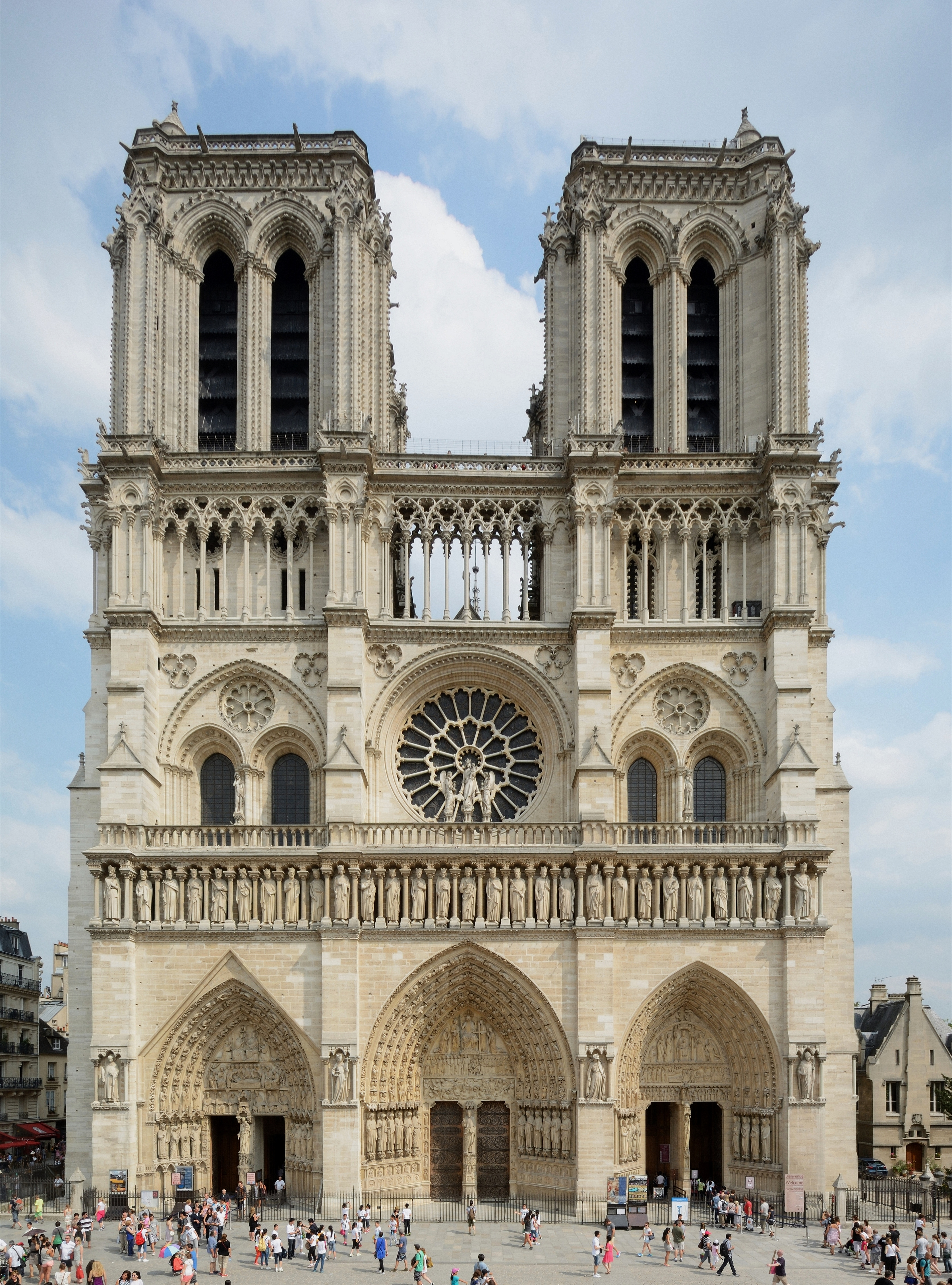
Cathédrale Notre-Dame de Paris.
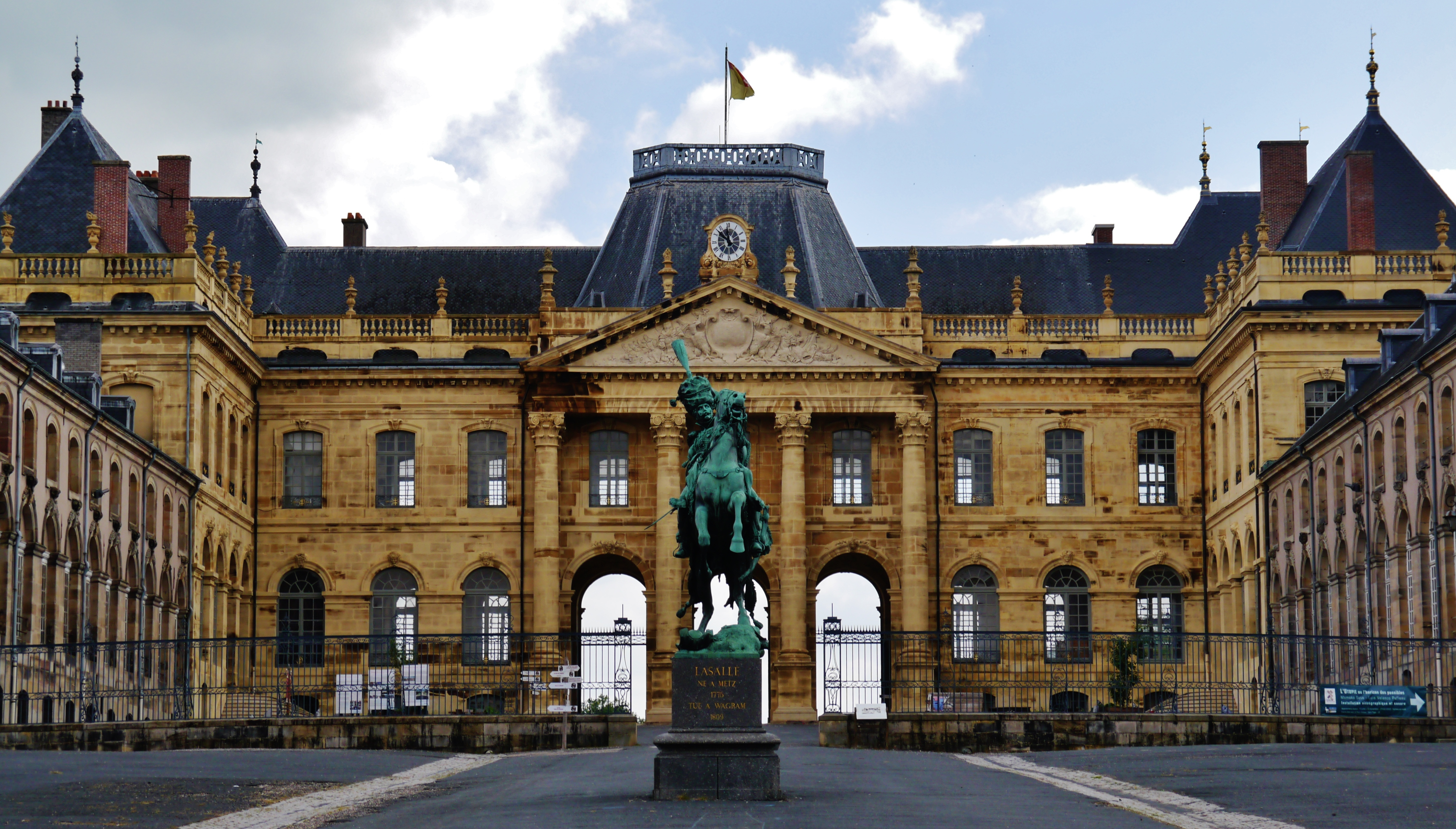
Château de Lunéville.
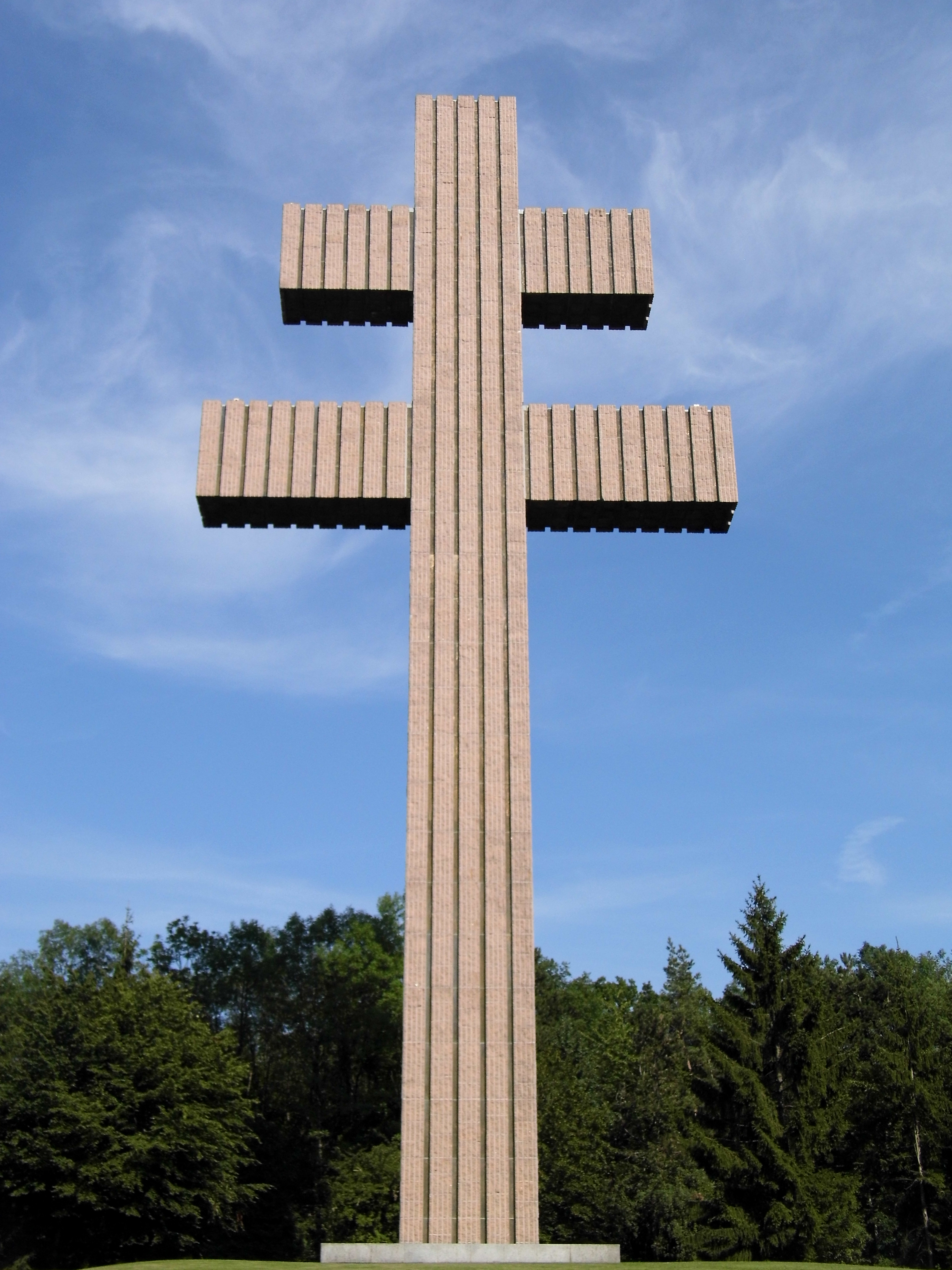
Mémorial Charles-de-Gaulle.
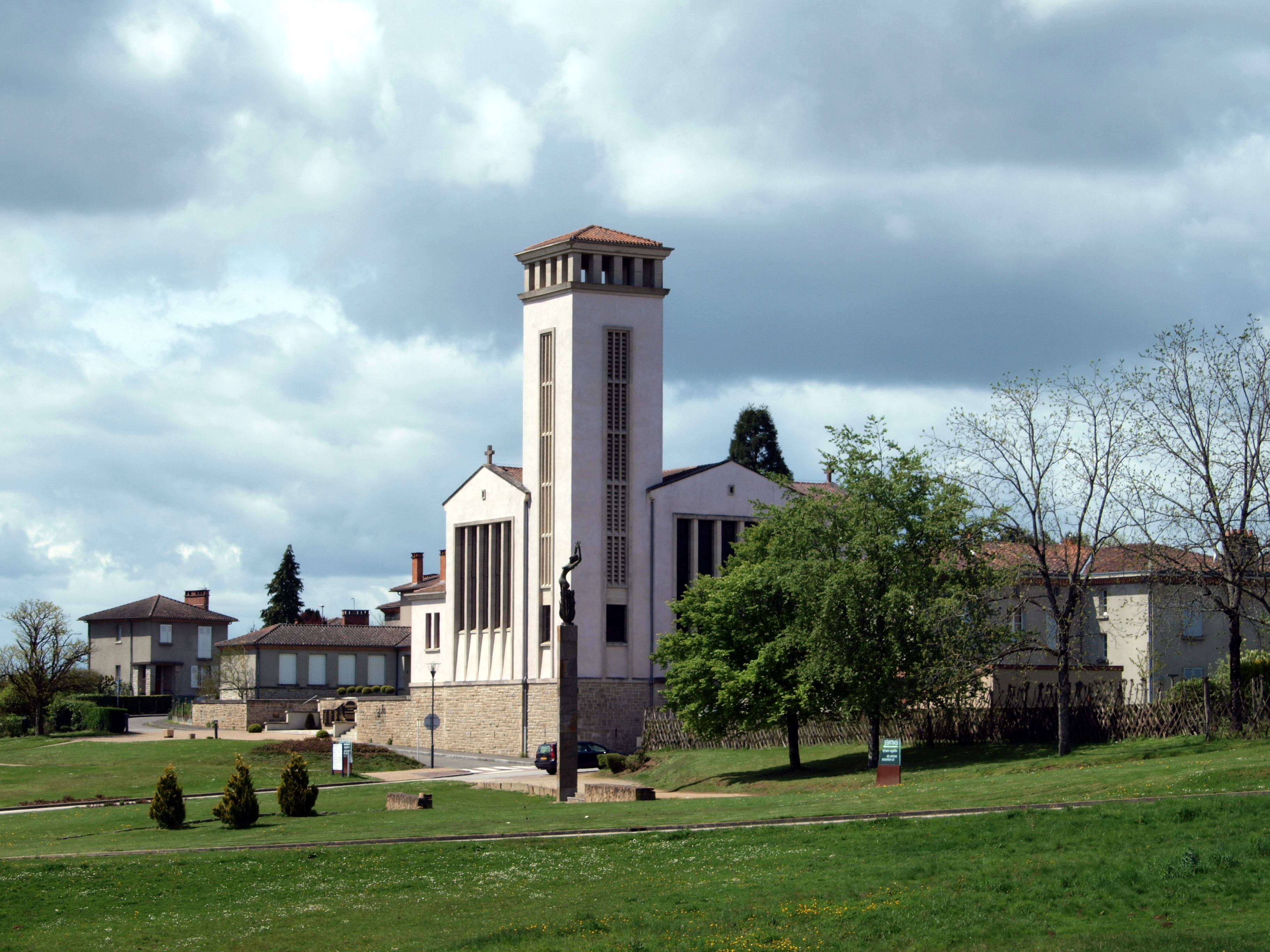
Église nouvelle Saint-Martin d'Oradour.
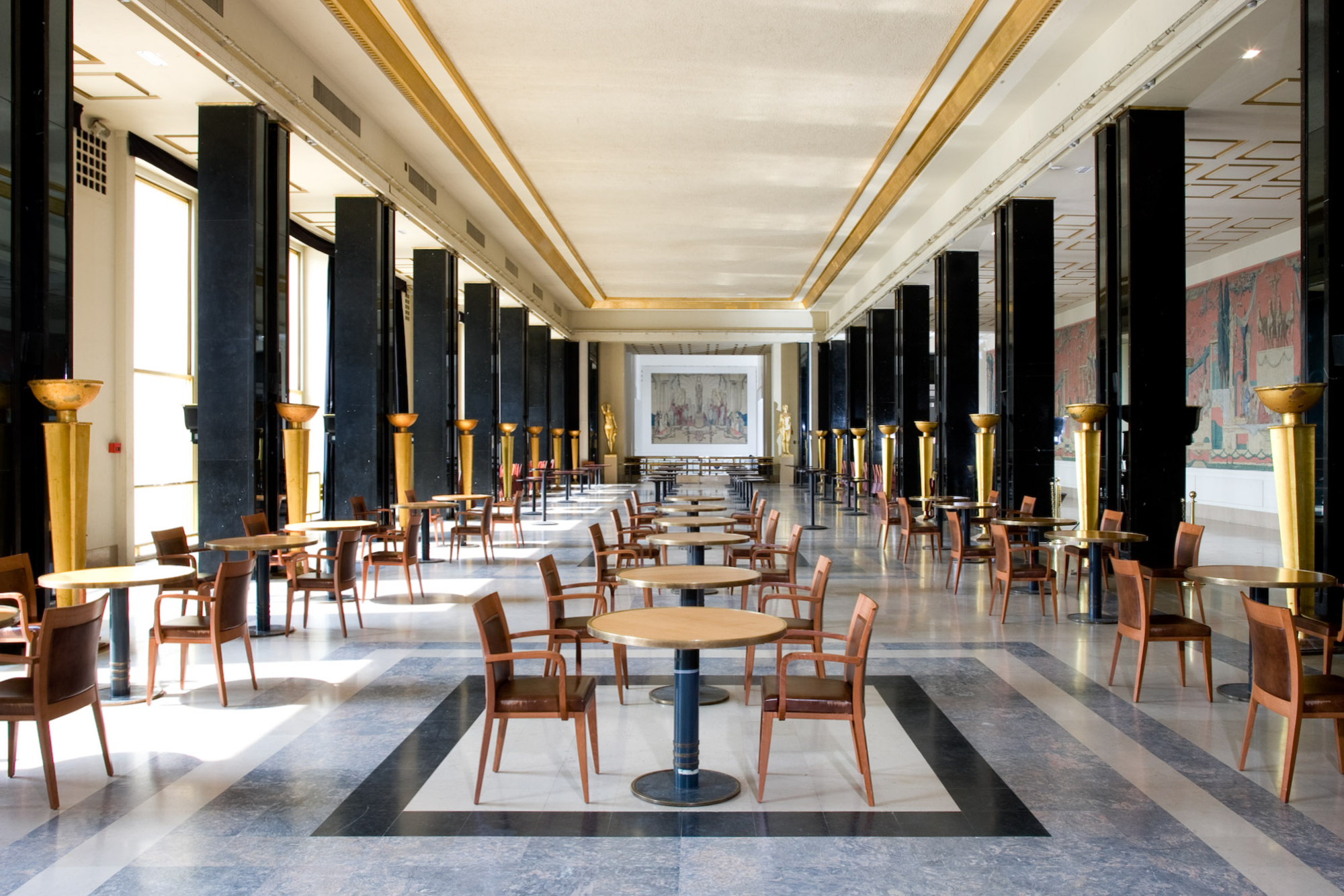
Décor du théâtre national de Chaillot.

### Programmes spécifiques

#### Programme Patrimoine naturel

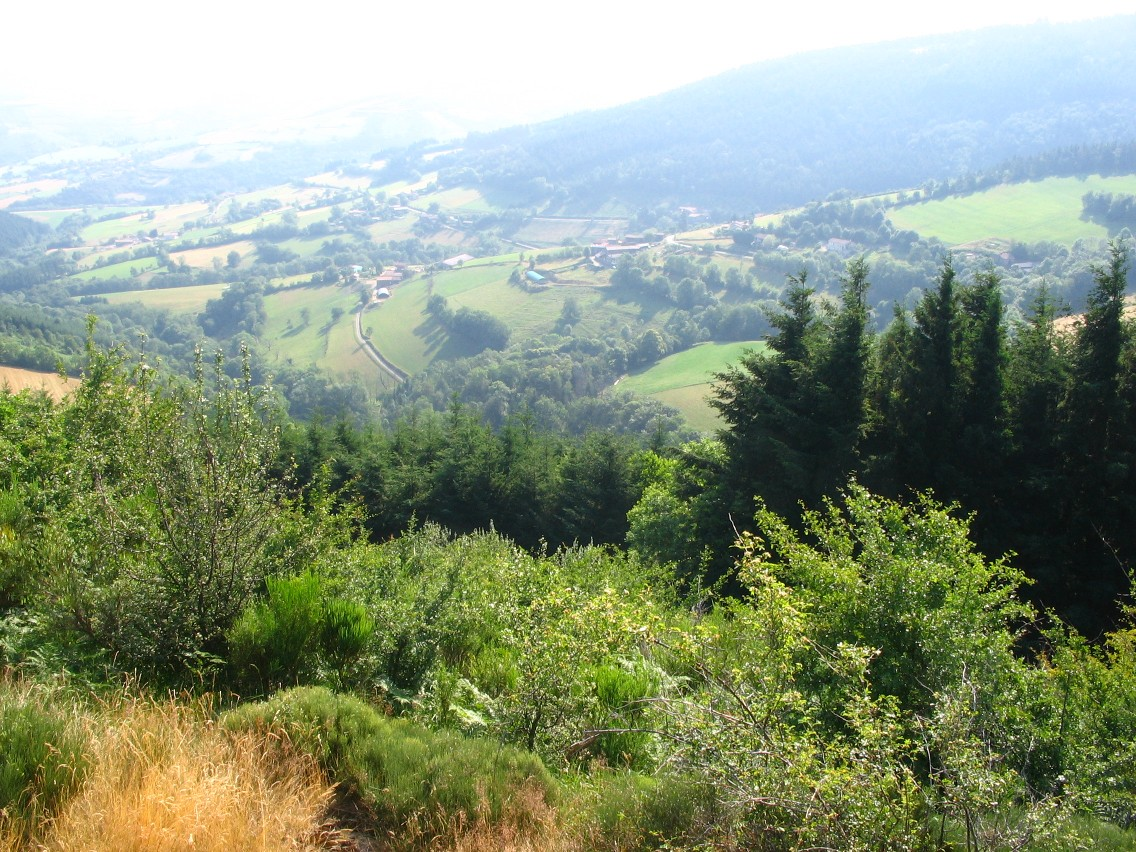
Parc naturel régional du Pilat, restauration de la Sapia.

Dans le cadre de ses missions, la Fondation du patrimoine développe des actions en faveur du patrimoine naturel pour la valorisation de la biodiversité et la réhabilitation des espaces naturels sensibles. Ces actions donnent la priorité à des projets qui intègrent le patrimoine bâti comme élément complémentaire d’un environnement, d’un paysage ou d’un biotope.
À travers le programme Patrimoine naturel, elle apporte une aide financière pour des projets situés dans des espaces naturels sensibles et remarquables du littoral régis par le code de l’urbanisme, des espaces protégés ou reconnus au titre du code de l’environnement (parc national, réserve naturelle, parc naturel régional, site classé loi de mai 1930, espace classé de protection du biotope, espace « Nature 2000 » et terrains des conservatoires d’espaces naturels), et des zones naturelles d'intérêt écologique, faunistique et floristique de type I et II.

#### Programme Patrimoine Emploi

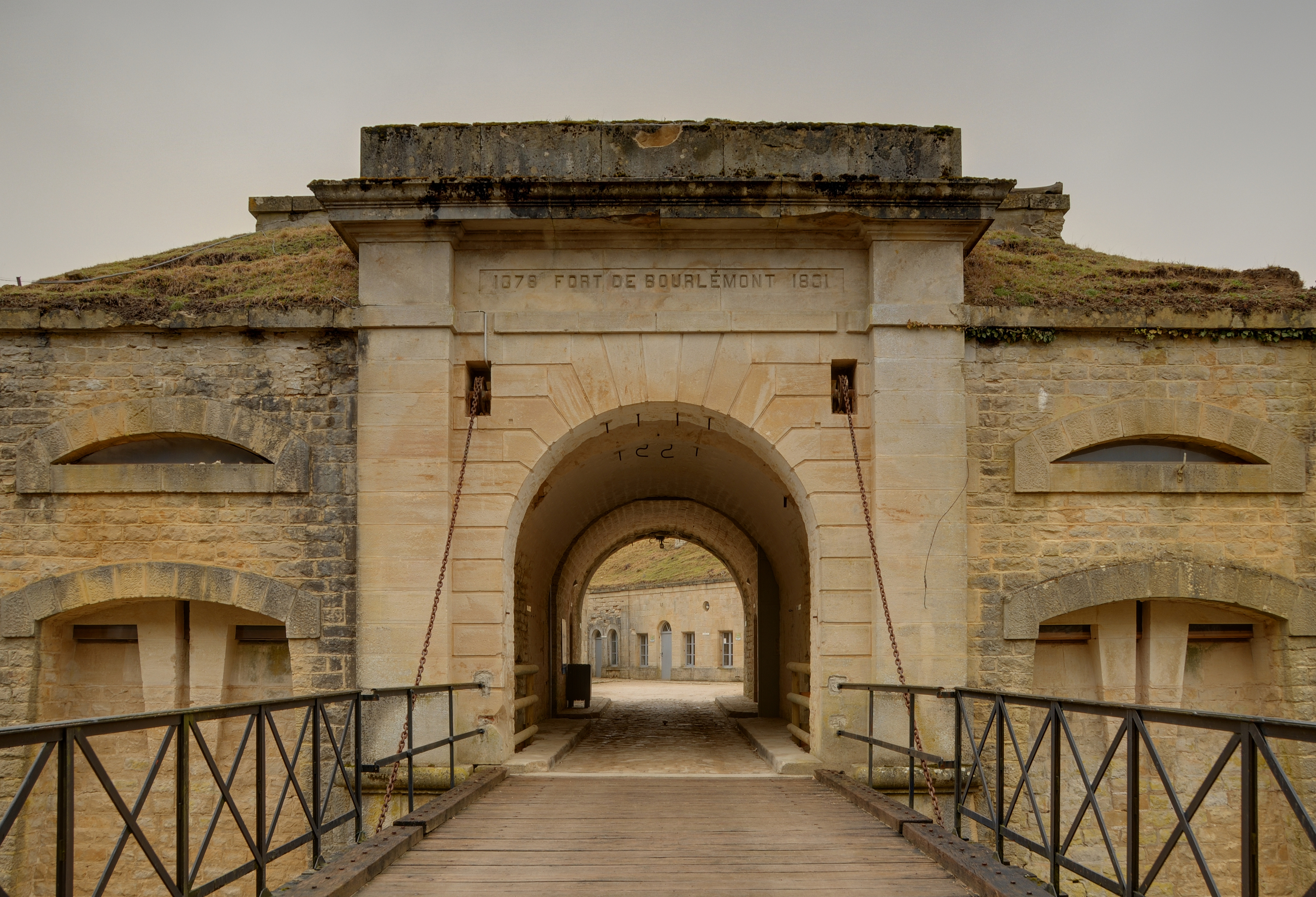
Restauration du fort de Bourlemont par un chantier d'insertion.

À travers son programme Patrimoine Emploi, la fondation contribue à la formation aux métiers du patrimoine et à l'insertion socioprofessionnelle de personnes en difficulté. Elle apporte une aide financière à des projets de sauvegarde ou de valorisation du patrimoine bâti réalisés dans le cadre de chantiers d’insertion de publics en difficultés (jeunes chômeurs, personnes sous main de justice, chômeurs de longue durée, etc.), à des programmes de formation aux métiers du patrimoine organisés par des écoles, centres de formations, chantiers écoles, des structures agréées ou associations spécialisées comme Union Rempart, Acta Vista ou l'association CHAM (Chantiers Histoire et Architecture Médiévales).

## Organisation

### Une organisation déconcentrée
L’action de la fondation s’appuie principalement sur un réseau de 800 bénévoles et 75 salariés. Ce réseau de proximité est constitué d’un maillage de 22 délégations régionales, en métropole et en outre-mer. Le siège national est situé à Neuilly-sur-Seine et compte 45 personnes.
La Fondation du patrimoine est une organisation déconcentrée dont l’élément moteur en région est le délégué régional. Ce bénévole guide les équipes départementales, négocie avec l’environnement politique et économique et apporte avec lui un réseau de contacts et d’intervenants.
Le conseil d'administration de la Fondation du patrimoine est constitué de représentants d’organismes privés fondateurs, d'institutions publiques nationales et locales, de l’État et de ses adhérents.
| Année | Bénévoles | Salariés | Sources |
| ----- | --------- | -------- | ------- |
| 2014  | 500       | 60       | [ 13 ]  |
| 2016  | 598       | 65       | [ 14 ]  |
| 2017  | 566       | 70       | [ 15 ]  |
| 2019  | 610       | 74       | [ 16 ]  |
| 2020  | 690       | 77       | [ 17 ]  |
| 2021  | 800       | 75       |         |

### Une structure juridique originale
La Fondation du patrimoine est à la fois une affectation de biens et un groupement de personnes.
Bâtie sur le modèle des fondations reconnues d’utilité publique selon le décret du 18 avril 1997, ses statuts ont été fixés par le Parlement. L’État est représenté au conseil d’administration par trois commissaires du gouvernement qui n’ont pas de droit de vote. La loi a néanmoins prévu des statuts en partie dérogatoires aux statuts-types des organismes reconnus d’utilité publique approuvés par décret en Conseil d'État. En effet, les entreprises fondatrices disposent de la majorité des voix au sein du conseil d’administration de la Fondation du patrimoine. De plus, les statuts de la Fondation prévoient un dispositif d’adhésion des personnes physiques ou morales comme pour une association.
Ces spécificités ont pour but d’impliquer fortement les entreprises fondatrices dans le fonctionnement et le financement de la fondation, et de susciter une large adhésion du grand public. Influencé par le National Trust britannique, ce statut a pour but d'apporter à la fondation d’importantes ressources de cotisations ainsi qu’une importante notoriété dans l’opinion publique. 18 % des collectivités locales françaises sont adhérentes de la Fondation du patrimoine.
La Fondation du patrimoine a la capacité juridique d'abriter des fondations dont l’objet est compatible avec ses missions. Elle compte 12 fondations sous égide en 2018, dont la Fondation VMF.
La loi attribue la majeure partie du montant des successions en déshérence (75 %), c'est-à-dire sans héritier, à la Fondation du patrimoine. Celui-ci s'élève à 5,1 millions d'euros en 2017.

### Personnalités liées à la Fondation du patrimoine
- Stéphane Bern, animateur de radio et de télévision, écrivain, est un proche collaborateur de la Fondation du patrimoine, notamment à travers la Mission Patrimoine.
- Bernard Belloc, économiste, professeur des Universités, ancien président de l'université Toulouse-I-Capitole, conseiller de Nicolas Sarkozy, président de la République, est délégué départemental de la Fondation du patrimoine dans le Tarn-et-Garonne.
- Alain Schmitz, homme politique, ancien président du conseil départemental des Yvelines, est délégué régional de la Fondation du patrimoine pour l'Île-de-France.
- Michel Roquejeoffre, général d'armée française, commandant des forces françaises pendant la guerre du Golfe, fut délégué départemental de la Fondation du patrimoine en Ariège jusqu'en 2014.
- Jean-Paul Hugot, homme politique, sénateur de 1992 à 2001, est à l'origine de la création de la Fondation du patrimoine par le rapport qu'il remet en 1994 au ministre de la Culture Jacques Toubon.
- Charles de Croisset, homme d'affaires, vice-président de Goldman Sachs Europe, membre de l’Inspection générale des finances, fut président de la Fondation du patrimoine de 2005 à 2017.
- Dominique Vérien, femme politique, sénatrice de l'Yonne, elle déposa en 2019 une proposition de loi de modernisation des outils et de la gouvernance de la Fondation du patrimoine.

## Chiffres clés
En 2021, la Fondation du patrimoine a soutenu 3189 projets et attribué 1806 labels ; elle a obtenu 117,7 millions d'euros, dont 12,6 % par collectes, 43,6 % par mécénat et legs, 26,6 % par loto du patrimoine, 6,3 % par successions en déshérence, et le restant par subventions des collectivités territoriales, cotisations et produits financiers.
Le loto du patrimoine, lancé en septembre 2018, a permis de répartir 31 millions d’euros en 2021 pour la sauvegarde du patrimoine.

## Étude d’impact
À l'occasion de ses 25 ans (1996-2021), la Fondation du patrimoine a réalisé une étude d’impact socio-économique qualitative et quantitative des projets qu’elle soutient avec un cabinet de conseil spécialisé.
L’analyse est basée sur deux volets :
- une évaluation macro-économique de l’activité économique et des emplois créés, à travers l’étude de 2 500 projets accompagnés par la Fondation du patrimoine,
- ainsi qu’une analyse de 7 études de cas et 300 entretiens.

### Les résultats de l’étude d'impact
- La Fondation du patrimoine, au travers de ses moyens d’intervention, notamment le mécénat et la collecte de dons, crée de l’engagement citoyen et une dynamique participative qui stimulent la mobilisation des financeurs publics et privés.
- 1 € apporté par la Fondation en faveur d’un projet de restauration du patrimoine permet de générer 21 € de retombées économiques (les retombées économiques comprennent les retombées directes, indirectes ou induites engendrées pendant la période de travaux et plus durablement avec l’exploitation des sites). En effet, les dépenses injectées dans l’économie locale contribuent à générer des retombées économiques immédiates et durables.
- Enfin, cette activité économique permet de soutenir la création ou le maintien de 15 834 emplois équivalents temps plein en 2019.

## Identité visuelle

Ancien logotype de la fondation
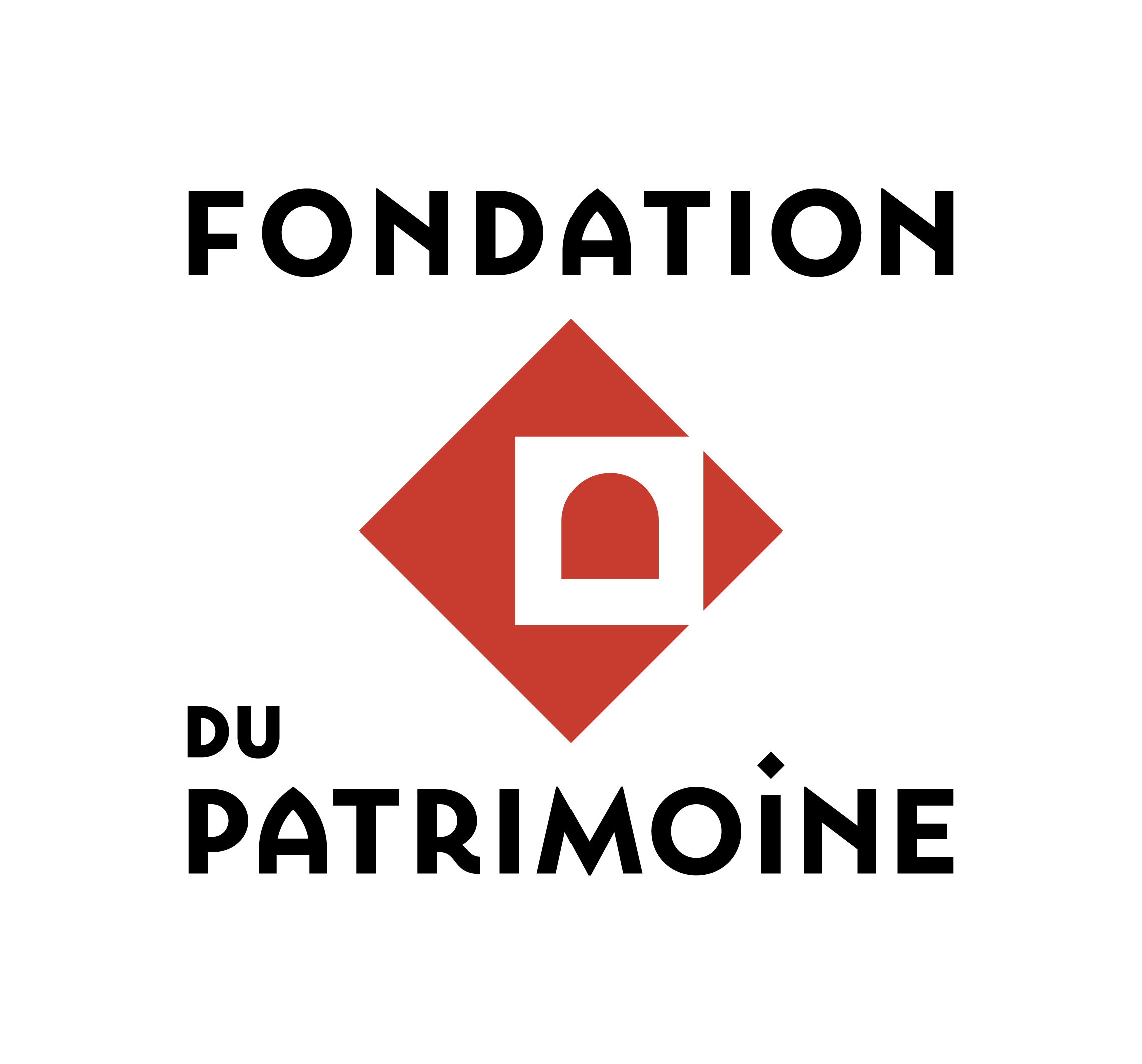
Logotype depuis 2020

## Images

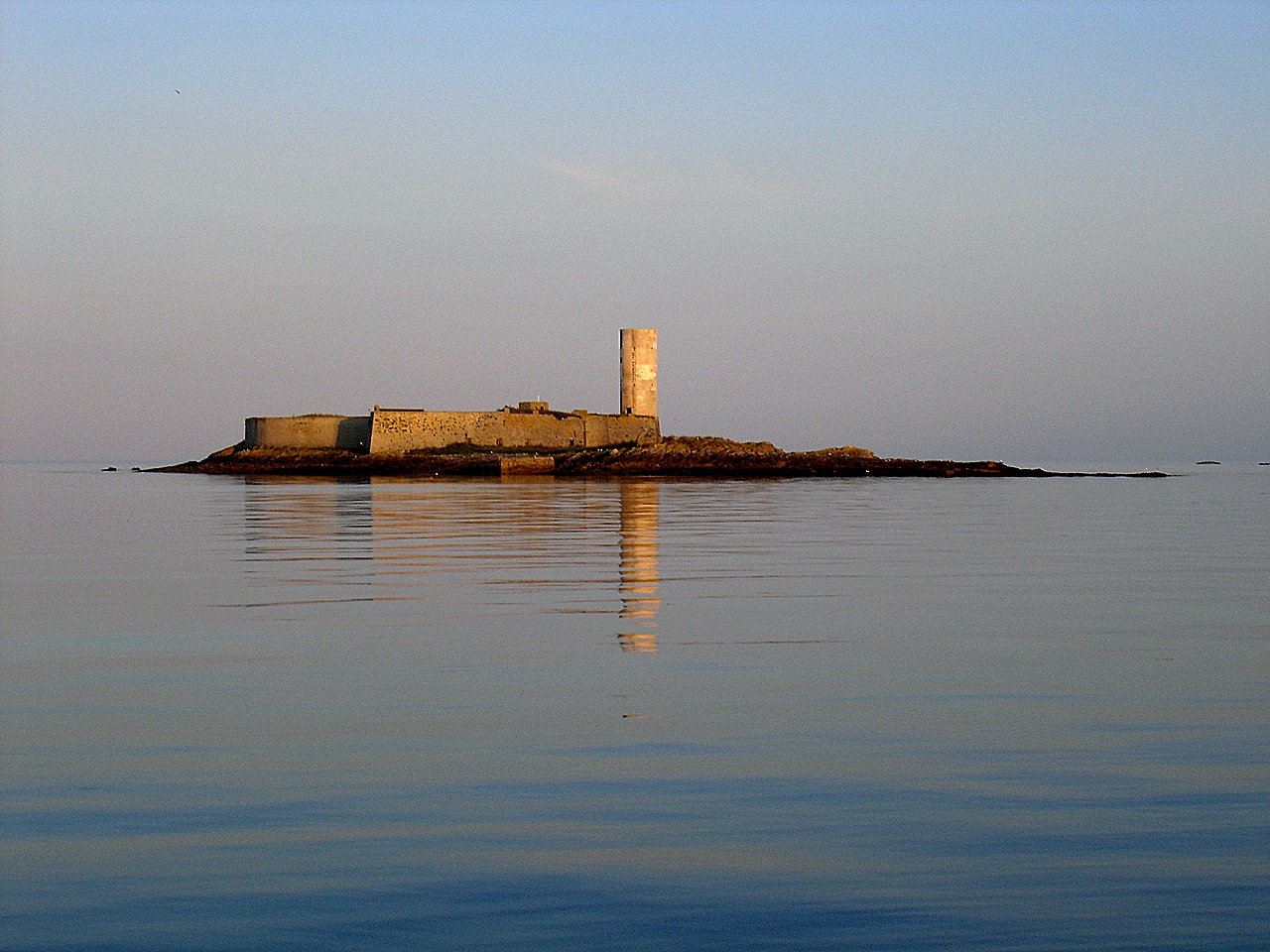
Fort cigogne - archipel des Glénan.
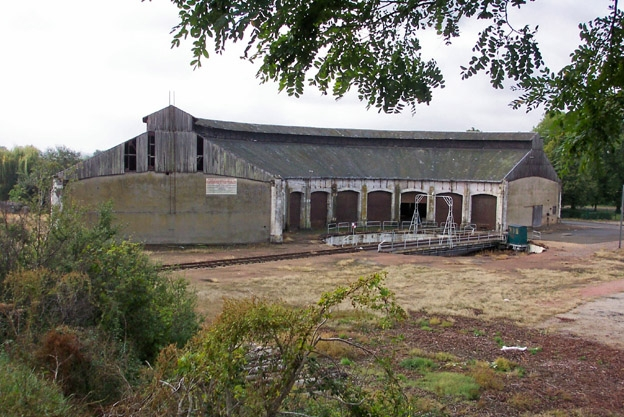
Rotonde ferroviaire de Montabon.
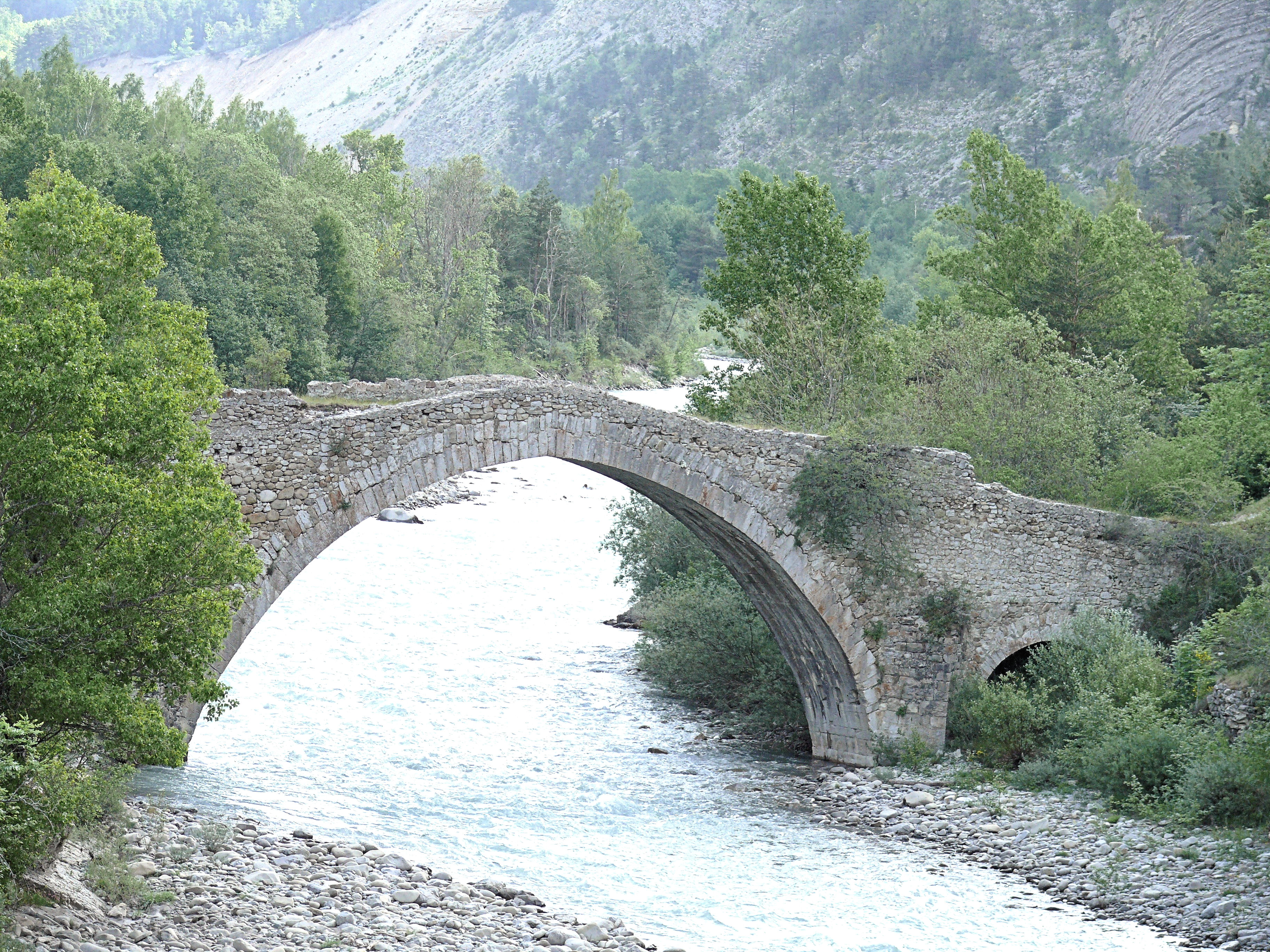
Pont d'Ondres.
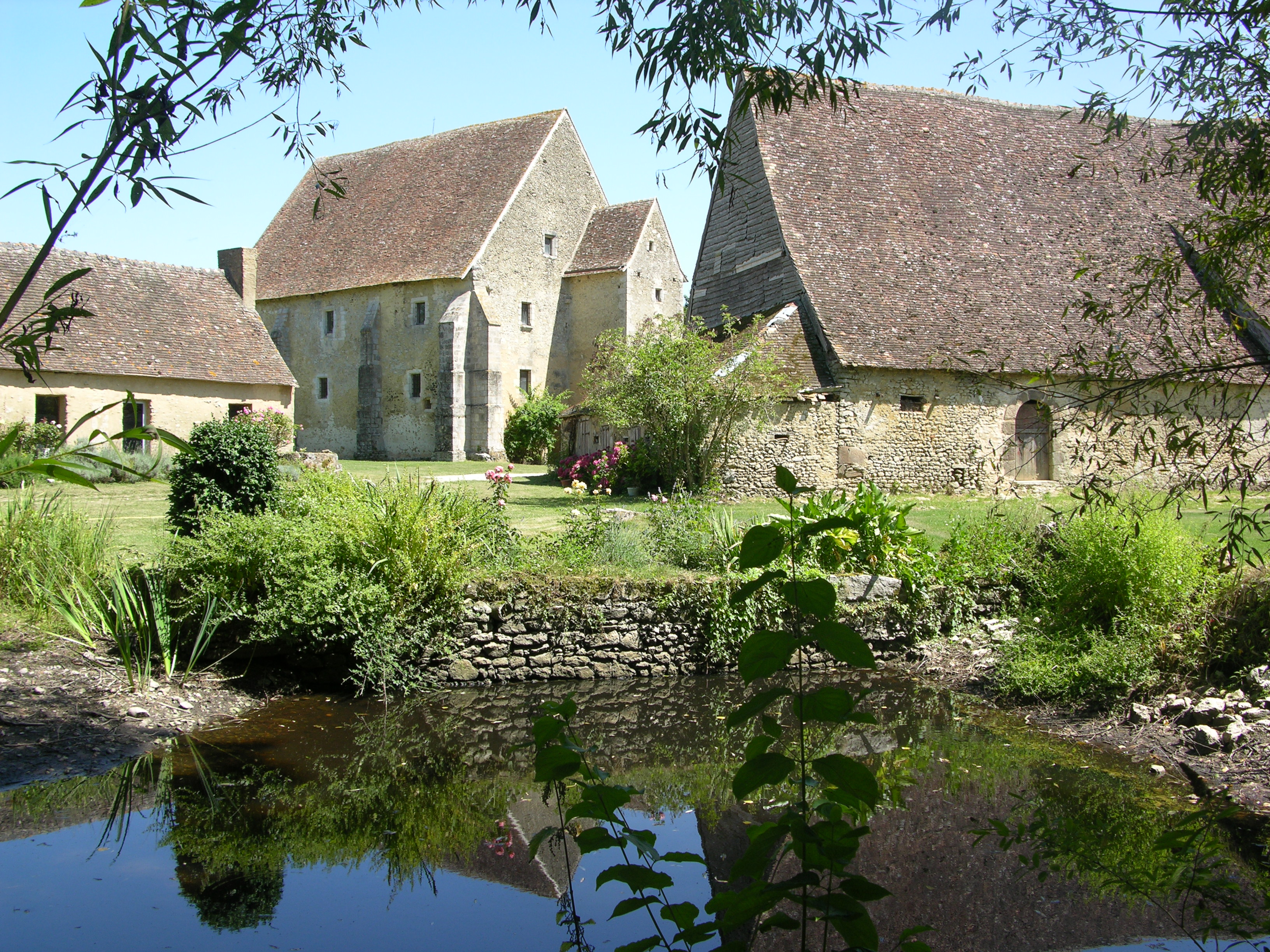
Prieuré de Mayanne.
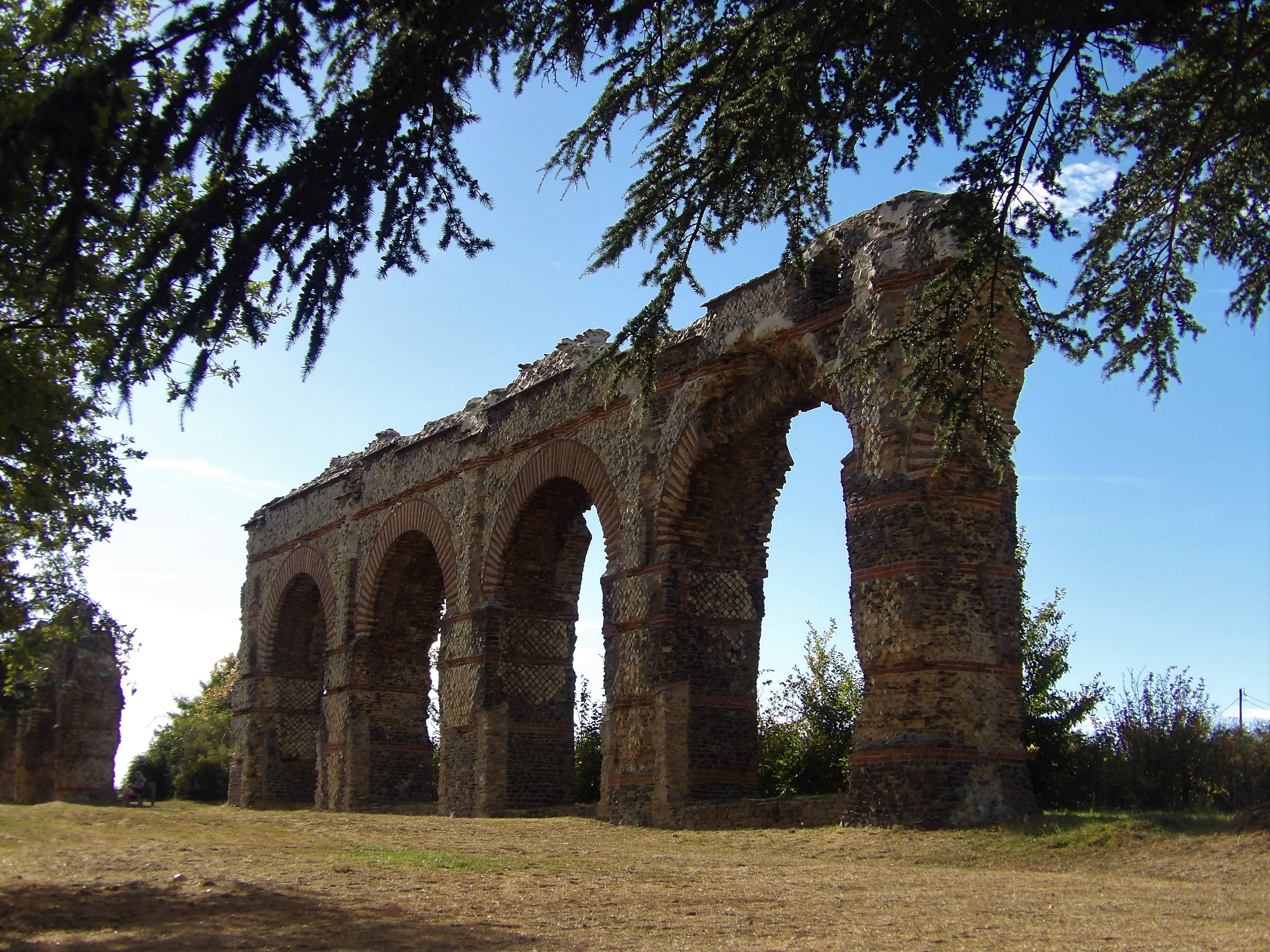
Aqueduc du Gier.
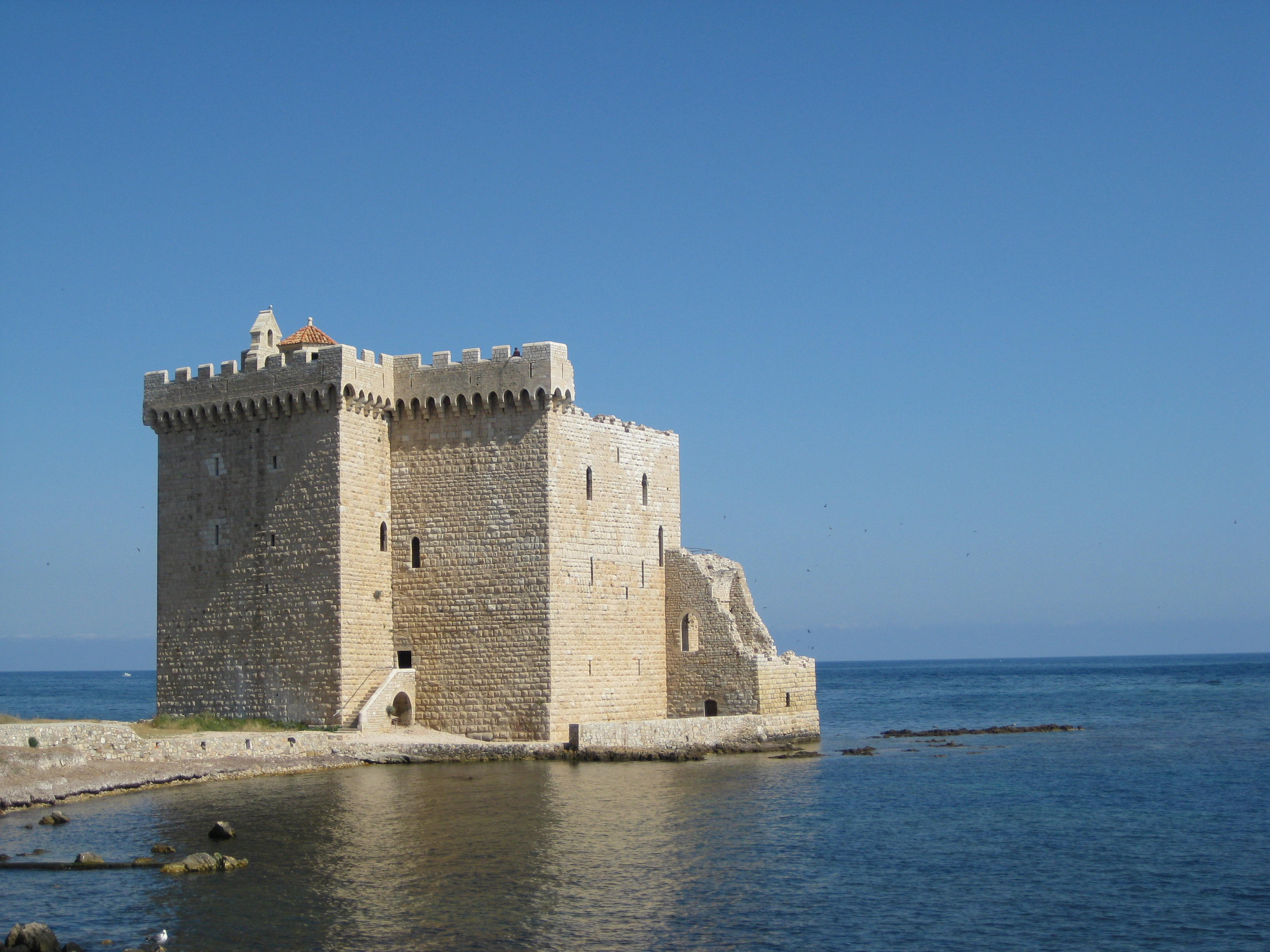
Monastère fortifié de l'abbaye de Lérins.